# 蒔田町 (横浜市)
蒔田町（まいたちょう）は横浜市南区の町名。丁番を持たない単独町名である。住居表示未実施。面積は0.296km2。

## 地理
下末吉台地南部の沖積地、大岡川右岸に位置する。大岡川に近い北部は平地であるが、南東部に最高部54m、南西部に35mの丘陵がある。西側は大岡、北側は宮元町・共進町・榎町、東側は堀ノ内町に接し、南側は磯子区との区境を挟み滝頭・岡村に接する。東蒔田町とは隣接していない。東部に都市再生機構蒔田団地、南西部に郵政宿舎があり、南部には民間の分譲マンションが建つ。南東部には横浜市立蒔田小学校、西部には横浜英和学院の小学校と中高一貫校がある。英和学院の南には戦国時代建立の曹洞宗勝国寺、町の北部には高野山真言宗無量寺がある。無量寺は源頼朝の庶子である貞暁が建立したと伝えられ、室町時代の不動明王像が本堂に祀られている。
現在の町域に鉄道路線やバス路線はなく、鎌倉街道（神奈川県道21号横浜鎌倉線）の地下を走る横浜市営地下鉄ブルーライン蒔田駅が最寄駅となる（所在地は宮元町）。

### 字名
| - 西（にし） - 山ノ根（やまのね） - 伊勢山（いせやま） - 会下（えげ） | - 谷戸田（やとだ） - 谷戸田上（やとだうえ） - 三渡台（さんとだい） - 東谷（ひがしだに） |

### 地価
住宅地の地価は、2023年（令和5年）1月1日の公示地価によれば、蒔田町字東谷878番6の地点で28万7000円/m2となっている。

## 歴史
蒔田の地名は室町時代からあり、1417年（応永24年）9月3日の『忍祐田畠安堵状』に「蒔田郷彦四郎在家事」とあり、彦四郎が田畑を年貢として宝生寺に納める旨が記されている。横浜英和学院の敷地には16世紀に吉良氏の居城、蒔田城があったと考えられている。1984年（昭和59年）にグラウンド整備に伴い発掘調査され（成美学園遺跡）、戦国時代の火鉢のかけらが発見されたが、十分な調査が行われておらず、推測の域を出ない。鶴岡八幡宮の造営日記である『快元僧都記』の1533年（天文2年）10月28日の記述によると、蒔田吉良氏が鶴岡八幡宮に調進し、杉田浦まで運んだとある。北条記によると、1569年（永禄12年）の甲斐国武田氏の小田原城侵攻の際に、吉良左兵衛は小田原城に在城し、御台所は蒔田にいたが、多目周防守や軽部豊後守の援軍により事なきを得たと記されている。
江戸時代には幕府領となり、久良岐郡蒔田村となる。『新編武蔵風土記稿』によると江戸から8里半、東西4,5町・南北7,8町、家屋30軒余りとある。石高は、天保郷帳によると329石余り。水利は悪く、谷戸の奥のため池や大岡川上流の下大岡村から水を引いたが、旱魃や、大岡川の水害もあった。
1868年に神奈川県設置により、同県に所属。1889年（明治22年）4月1日に、周辺12ヶ村合併により大岡川村成立、蒔田はその大字となる。1891年の戸数は59戸で、男性170人・女性185人が暮らしていた。1911年4月1日、旧蒔田村域を含む大岡川村北部が横浜市に編入される。同年、工場誘致のため市税免除地域に指定され、横浜常設家畜市場や民間の製紐工場などが進出する。1913年（大正2年）10月に横浜市勧業共進会が開催され、これに合わせて、同年9月に最寄となる「お三の宮」まで横浜市電が開通した。市電は翌1914年9月に弘明寺まで延伸し、1968年に廃止となるまで運行された。1923年に発生した関東大震災では大岡川沿いの平地の被害が大きく、町全体の焼失家屋2118戸に対し、残存家屋は753戸にとどまった。復興事業として阪東橋弘明寺線（国執行）や南太田蒔田線（市執行）などの街路整備や土地区画整理事業が行われた。1927年（昭和2年）に区制施行により中区の町名となる。1928年、町域の一部が花之木町・宿町・宮元町・共進町・榎町・中島町に分割されるとともに南吉田町の一部を編入。1935年に堀ノ内町・東蒔田町・睦町を分割。1943年には中区から分割して南区が新設され、その町名となる。人口は1965年に4800人を数えたが、その後町域の分割があったこともあり、この頃がピークとなる。1967年に町の一部を榎町・堀ノ内町に編入。1969年には一部を大岡一丁目に編入するとともに大岡町の一部を蒔田町に編入した。

### 地名の由来
籾を直接耕地に撒く農法に由来する説、『更級日記』の一節の「あすだ河（明田川）」が大岡川下流部を指す古名であり、「めいた」→「まいた」と転訛したとする説がある。蒔田の地名は、埼玉県秩父市や京都市東山区などにもみられる。

## 世帯数と人口
2025年（令和7年）6月30日現在（横浜市発表）の世帯数と人口は以下の通りである。
| 町丁   | 世帯数    | 人口    |
| ------ | --------- | ------- |
| 蒔田町 | 2,120世帯 | 3,781人 |

### 人口の変遷
国勢調査による人口の推移。
| 年                 | 人口  |
| ------------------ | ----- |
| 1995年（平成7年）  | 4,188 |
| 2000年（平成12年） | 4,734 |
| 2005年（平成17年） | 4,543 |
| 2010年（平成22年） | 4,194 |
| 2015年（平成27年） | 3,917 |
| 2020年（令和2年）  | 3,755 |

### 世帯数の変遷
国勢調査による世帯数の推移。
| 年                 | 世帯数 |
| ------------------ | ------ |
| 1995年（平成7年）  | 1,621  |
| 2000年（平成12年） | 1,886  |
| 2005年（平成17年） | 1,883  |
| 2010年（平成22年） | 1,881  |
| 2015年（平成27年） | 1,872  |
| 2020年（令和2年）  | 1,946  |

## 学区
市立小・中学校に通う場合、学区は以下の通りとなる（2024年11月時点）。
| 番地 | 小学校             | 中学校             |
| ---- | ------------------ | ------------------ |
| 全域 | 横浜市立蒔田小学校 | 横浜市立蒔田中学校 |

## 事業所
2021年（令和3年）現在の経済センサス調査による事業所数と従業員数は以下の通りである。
| 町丁   | 事業所数 | 従業員数 |
| ------ | -------- | -------- |
| 蒔田町 | 44事業所 | 361人    |

### 事業者数の変遷
経済センサスによる事業所数の推移。
| 年                 | 事業者数 |
| ------------------ | -------- |
| 2016年（平成28年） | 45       |
| 2021年（令和3年）  | 44       |

### 従業員数の変遷
経済センサスによる従業員数の推移。
| 年                 | 従業員数 |
| ------------------ | -------- |
| 2016年（平成28年） | 324      |
| 2021年（令和3年）  | 361      |

## 施設
- 学校法人横浜英和学院
  - 青山学院横浜英和中学校・高等学校
  - 青山学院横浜英和小学校
  - 横浜英和幼稚園

## その他

### 日本郵便
- 郵便番号 : 232-0043[3]（集配局：横浜南郵便局[22]）

### 警察
町内の警察の管轄区域は以下の通りである。
| 番・番地等 | 警察署   | 交番・駐在所 |
| ---------- | -------- | ------------ |
| 全域       | 南警察署 | 通町交番     |